# 辻岡文助
辻岡 文助（つじおか ぶんすけ、生没年不詳）は江戸時代末期から大正時代にかけての江戸・東京の地本問屋。

## 来歴
辻岡屋文助、辻文、金松堂、金港堂とも号す。辻岡氏。天保期から明治年間に地本問屋を営業している。嘉永期には日本橋区岩代町佐七店、後に横山町3丁目2で営業していた。嘉永5年（1852年）4月に鶴屋喜右衛門から地本草紙問屋本組株を譲り受けて、仮組から本組となった。明治16年（1883年）から明治18年（1885年）まで東京地本彫画営業組合の組合長を務めている。歌川国芳、歌川貞秀、月岡芳年、2代目歌川広重、3代目歌川広重、4代目歌川国政、歌川広景、稲野年恒、山崎年信、安達吟光らの錦絵を出版している。国芳の中短冊判の花鳥画に多くの作品がみられる。

## 作品
- 歌川国芳 『金太郎尽 相撲之図』 大判 錦絵 天保

- 歌川国芳 『両国の花火』
- 歌川国芳『花鳥画』 中短冊判

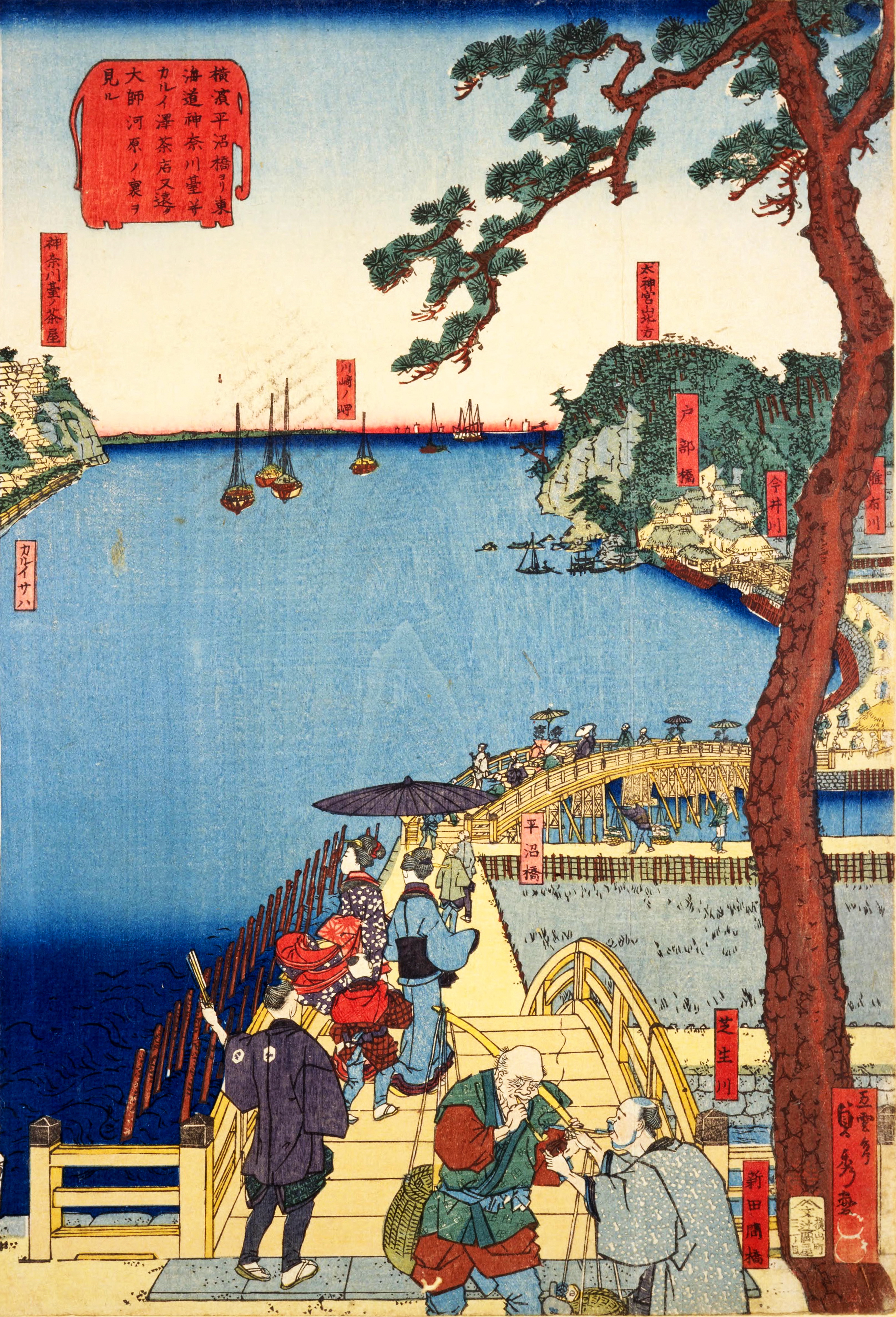
五雲亭貞秀「横浜平沼橋ヨリ東海道神奈川台并カルイ沢茶店又遠ク大師河原ノ裏ヲ見ル」、辻岡屋、1860年頃刊行

- 月岡芳年 『川中島大合戦之図 武田勇将血戦図』 大判3枚続 錦絵 慶応2年‐慶応3年
- 2代目歌川広重 『武陽横浜一覧』 大判3枚続 錦絵 明治3年（1870年）
- 2代目歌川広重 『江戸名所』
- 3代目歌川広重 『東京名勝高輪鉄道之図』 大判3枚続 錦絵 明治4年（1871年）
- 3代目歌川広重『古今東京名所』
- 4代目歌川国政 『東京名所繁栄之内江戸橋之図』 大判3枚続 明治8年（1875年）
- 安達銀光 『鎮撫鹿児島新聞』 大判3枚続 錦絵 明治9年（1876年） 早稲田大学図書館所蔵
- 山崎年信 『近世報国高名集』 大判3枚続 錦絵 明治10年（1877年）
- 稲野年恒 『東京名所両国横山町通鉄道馬車往復之図』 大判3枚続 錦絵 明治15年（1882年）